# Göttingen
Göttingen (, nizkonemško Chöttingen, staro slovensko poimenovanje Gotinki) je nemško univerzitetno mesto z okoli 120.000 prebivalci na Spodnjem Saškem in je glavno in največje mesto okrožja Göttingen, najjužnejšega v tej deželi. Skozi mesto teče reka Leine.  
Je peto največje mesto zvezne dežele Spodnja Saška (za Hannovrom, Braunschweigom, Osnabrückom, Oldenburgom).  
Poleg leta 1734 ustanovljene Univerze v Göttingenu (Georg-August-Universität Göttingen) ima tam sedež tudi Göttingenska akademija znanosti (Akademie der Wiesenschaften zu Göttingen), ustanovljena nedolgo zatem, 1751 (kot Kraljevo učeno društvo); njena člana sta bila mdr. France Bernik in Jože Pogačnik.  